# Станишівка (Білоцерківський район)
Станиші́вка — село в Україні, в Таращанській міській громаді Білоцерківського району Київської області. Населення становить 595 осіб.

## Історія
Найпоширеніша версія що село Станишівка було засноване у другій половині 17 століття польським полковником Васютинським, на честь якого село називали Полковничою чи Васютинською Слободою, а деякі старі люди називали його Слободою ще наприкінці 20 ст.
За іншою версією село виникло в часи Визвольної війни 1648—1657 рр. Свідком цього є Козачий яр на схід від села, та козацький курган, якого Похилевич називає Охрімовою могилою. Старожили стверджували, що саме Охрімом звали козацького полковника, що похоронений в кургані, якого козаки наносили шапками, а першим поселенцем на вільних землях був козак Ковтун, бо інша назва яру Ковтуний. Скоріше за все, що Васютинський отримав ці землі біля 1765 р. вже із слободою.
У середині 18 ст. полковник Васютинський брав участь у повстанні проти поляків. Після встановлення порядку, землі у полковника були відібрані й передані Станіславу Младецькому, від імені якого, за однією з версій, і пішла назва села.
В письмових джерелах 19 ст. побутувала назва "Ставишівка", проте пов'язувати назву села із словом «став» недоречно і не правильно оскільки у селі до 1950-х рр. не було жодного ставу.

## Полковник Васютинський
Стефан Васютинський  — Ківшоватський(?) козацький полковник , шляхтич (перейшов до римського обряду), що вважається засновником села. Батьки: Данило Васютинський та Гелена-Олександра донька Якуба Васильовича Богуша.
Протягом всього часу існування села у ньому проживали прямі нащадки полковника. В Списку дворян Київської губернії значаться "Васютинські: Йосип-Гаврило, Степана Данилова син, з синами: Григорієм-Феліксом, Карпом і Йосипом". Останні з роду Васютинських, що проживали в селі, сестри Софія і Аполінарія (Івана Феліксовича доньки), померли на початку 21 ст. В Таращі, до 2020 року, мешкав їх молодший брат - Леонід Іванович, там народилися його діти та онуки.